# Fallulah
Fallulah este numele de scenă al tinerei compozitoare și interprete de muzică pop Maria Apetri, nascută la 6 februarie 1985 în Copenhaga, Danemarca. Mama, Lillian Apetri, medic de origine daneză și tatăl Nicolae Apetri, coregraf de origine română, sunt inițiatorii grupului de dansuri populare balcanice, Crihalma.